# 维克拉卡斯
维克拉卡斯（希臘語：βρυκόλακας，发音[vriˈkolakas] ) 是希腊民间传说中一种虚构生物，与许多其他的神话中的生物有相似之处，但通常被视为邻近斯拉夫国家民间传说中的吸血鬼，两者非常相似。但维克拉卡斯以肉为食，尤其是肝脏。再加上它的外表等其他因素，使它更符合喪屍或食屍鬼的现代概念。

## 词源
维克拉卡斯一词源自保加利亚语vǎrkolak，在其他斯拉夫语言中得到证实。例如斯洛伐克语中的vlkolak、塞尔维亚语的vukodlak，在原始斯拉夫语則稱為vьlkolakъ，并可在其他语言中找到同源词，例如立陶宛语的vilkolakis和羅馬尼亞語vârcolac。維克拉卡斯是一个复合词，源自「狼」的斯洛伐克语vlk、保加利亚语вълк (vâlk )/塞尔维亚语вук (vuk)，和（一根）「頭髮」dlaka，（即有狼的头发或皮毛，最初的意思是“狼人”。在现代斯拉夫语中仍然有这个意思，在罗马尼亚语中也有类似的意思）。然而，同一个词（以vukodlak的形式）在克罗地亚和蒙特內哥羅的民间传说中被用于表示“吸血鬼”的意思，而“吸血鬼”一词在波斯尼亚和黑塞哥维那、塞尔维亚和保加利亚更为常见。显然，这两个概念有些混杂。即使在保加利亚，最初的民间传说也普遍将vârkolak描述为一種吸血鬼，没有任何狼似的特征。

## 特征
过去，希臘人认为，一个人死后，如果其生前有亵渎神明的生活方式、被逐出教会、埋葬在不洁的土地上，或者吃了被狼或狼人伤过的羊肉，其将会成为成为维克拉卡斯 。有人认为，狼人被杀后，本身也能变成强大的吸血鬼，并会保留原来狼一样的獠牙、毛茸茸的手掌和发光的眼睛。 
在第二次世界大战期间，对维克拉卡斯的信仰在希腊仍然很普遍（尤其是在农村地区）。在1941到1952年的希臘大饑荒期间，约有三十万名希腊人饿死。墓地人满为患，许多家庭被迫将亲人埋在墓地外。由于饿死的人数过多，通敌的希臘國的官员收集尸体并将它们倒在乱葬坑中。由于人们相信那些埋葬在非圣地的人会回来困扰生者成为维克拉卡斯，那些无法将死者埋葬在教堂墓地的家庭带来痛苦，一些家庭提前采取措施措施来防止他们的亲人成为维克拉卡斯，例如事先斩首死者的尸体。 